# 메시에 85
메시에 85(NGC 4382, M85)는 머리털자리에 있는 렌즈형 은하이다. 

## 발견
1781년 피에르 메셍(Pierre Méchain)에 의해 발견되었다.

## 초신성
1960년 12월 20일에는 I형 초신성 SN 1960R이 발견되었는데, 겉보기 등급 +11.7까지 도달했다.

## 같이 보기
- 메시에 천체 목록